# Begonia andamensis
Espèce
Begonia andamensis est une espèce de plantes de la famille des Begoniaceae. Ce bégonia tubéreux est originaire d'Asie du Sud-Est. Il est endémique du Golfe du Bengale. 

## Description
C'est un bégonia vivace, tubéreux.

## Répartition géographique
Cette espèce est originaire des iles Andaman (Inde), et de Birmanie. Il est endémique du Golfe du Bengale.

## Classification
Begonia andamensis fait partie de la section Parvibegonia du genre Begonia, famille des Begoniaceae. En classification phylogénétique APG IV (2016), comme classification phylogénétique APG III (2009), celle-ci est classée dans l'ordre des Cucurbitales, alors que dans la classification classique de Cronquist (1981) les Begoniaceae font partie de l'ordre des Violales.
Elle a été décrite en 1879 par Charles Baron Clarke (1832-1906), à la suite des travaux de Samuel Bonsall Parish (1838-1928). L'épithète spécifique andamensis signifie « d'Andaman », en référence aux iles Andaman.
Publication originale : The Flora of British India 2: 650. 1879.